# Jasminum
Jasminum is een geslacht uit de olijffamilie (Oleaceae). De soorten komen voor in de tropische en subtropische delen van de Oude Wereld tot in China en de Grote Oceaan. De botanische naam is afkomstig van het Perzische Yasmin, dat 'geschenk van God' betekent.
Verschillende Jasminum-soorten worden gekweekt. De grootbloemige jasmijn en de Arabische jasmijn worden gekweekt voor het maken van absolues die worden gebruikt in parfums. Jasmijnbloemen worden gebruikt in jasmijnthee.

## Soorten
- Jasminum abyssinicum Hochst. ex DC.
- Jasminum acuminatum (Lam.) Pers.
- Jasminum adenophyllum Wall. ex C.B.Clarke
- Jasminum agastyamalayanum Sabeena, Asmitha, Mulani, E.S.S.Kumar & Sibin
- Jasminum alongense Gagnep.
- Jasminum amabile H.Hara
- Jasminum ambiguum Blume
- Jasminum amoenum Blume
- Jasminum andamanicum N.P.Balakr. & N.G.Nair
- Jasminum angolense Baker
- Jasminum angulare Vahl
- Jasminum angustifolium (L.) Willd.
- Jasminum annamense Wernham
- Jasminum anodontum Gagnep.
- Jasminum aphanodon Baker
- Jasminum apoense Elmer
- Jasminum arborescens Roxb.
- Jasminum artense Montrouz.
- Jasminum attenuatum Roxb. ex G.Don
- Jasminum auriculatum Vahl
- Jasminum azoricum L.
- Jasminum bakeri Scott Elliot
- Jasminum batanensis Kiew
- Jasminum beesianum Forrest & Diels
- Jasminum betchei F.Muell.
- Jasminum bhumibolianum Chalermglin
- Jasminum brachyscyphum Baker
- Jasminum breviflorum Harv.
- Jasminum brevilobum DC.
- Jasminum brevipetiolatum Duthie
- Jasminum calcareum F.Muell.
- Jasminum calcicola Kerr
- Jasminum calophyllum Wall. ex G.Don
- Jasminum campyloneurum Gilg & G.Schellenb.
- Jasminum cardiomorphum P.S.Green
- Jasminum carinatum Blume
- Jasminum carissoides Kerr
- Jasminum caudatum Wall. ex Lindl.
- Jasminum celebicum Merr.
- Jasminum cinnamomifolium Kobuski
- Jasminum coarctatum Roxb.
- Jasminum coffeinum Hand.-Mazz.
- Jasminum cordatum Ridl.
- Jasminum cordifolium Wall. ex G.Don
- Jasminum craibianum Kerr
- Jasminum crassifolium Blume
- Jasminum cumingii Merr.
- Jasminum curtisii King & Gamble
- Jasminum cuspidatum Rottler
- Jasminum dallachyi F.Muell.
- Jasminum dasyphyllum Gilg & G.Schellenb.
- Jasminum decipiens P.S.Green
- Jasminum decussatum Wall. ex G.Don
- Jasminum degeneri Kobuski
- Jasminum dichotomum Vahl
- Jasminum didymum G.Forst.
- Jasminum dinklagei Gilg & G.Schellenb.
- Jasminum dispermum Wall.
- Jasminum dolichopetalum Merr. & Rolfe
- Jasminum domatiigerum Lingelsh.
- Jasminum duclouxii (H.Lév.) Rehder
- Jasminum eberhardtii Gagnep.
- Jasminum elatum Pancher ex Guillaumin
- Jasminum elegans Knobl.
- Jasminum elongatum (P.J.Bergius) Willd.
- Jasminum extensum Wall. ex G.Don
- Jasminum flavovirens Gilg & G.Schellenb.
- Jasminum flexile Vahl
- Jasminum fluminense Vell.
- Jasminum foveatum R.H.Miao
- Jasminum fuchsiifolium Gagnep.
- Jasminum gilgianum K.Schum.
- Jasminum glaucum (L.f.) Aiton
- Jasminum grandiflorum L. – Grootbloemige jasmijn
- Jasminum greveanum Danguy ex H.Perrier
- Jasminum griffithii C.B.Clarke
- Jasminum guangxiense B.M.Miao
- Jasminum harmandianum Gagnep.
- Jasminum hasseltianum Blume
- Jasminum honghoense K.Zhang & D.X.Zhang
- Jasminum hongshuihoense Z.P.Jien ex B.M.Miao
- Jasminum insigne Blume
- Jasminum insularum Kerr
- Jasminum ixoroides Elmer
- Jasminum jenniae W.K.Harris & G.Holmes
- Jasminum kajewskii C.T.White
- Jasminum kaulbackii P.S.Green
- Jasminum kedahense (King & Gamble) Ridl.
- Jasminum kerstingii Gilg & G.Schellenb.
- Jasminum kitchingii Baker
- Jasminum kostermansii Kiew
- Jasminum kriegeri Guillaumin
- Jasminum kwangense Liben
- Jasminum lanceolaria Roxb.
- Jasminum lasiosepalum Gilg & G.Schellenb.
- Jasminum latipetalum C.B.Clarke
- Jasminum laurifolium Roxb. ex Hornem.
- Jasminum laxiflorum Gagnep.
- Jasminum ledangense Kiew
- Jasminum listeri King ex Gage
- Jasminum longipetalum King & Gamble
- Jasminum longitubum L.C.Chia ex B.M.Miao
- Jasminum mackeeorum P.S.Green
- Jasminum macrocarpum Merr.
- Jasminum magnificum Lingelsh.
- Jasminum maingayi C.B.Clarke
- Jasminum malabaricum Wight
- Jasminum marianum DC.
- Jasminum melastomifolium Ridl.
- Jasminum mesnyi Hance
- Jasminum meyeri-johannis Engl.
- Jasminum microcalyx Hance
- Jasminum molle R.Br.
- Jasminum mossamedense Hiern
- Jasminum mouilaense Breteler
- Jasminum multiflorum (Burm.f.) Andrews
- Jasminum multinervosum Kiew
- Jasminum multipartitum Hochst.
- Jasminum multipetalum Merr.
- Jasminum narcissiodorum Gilg & G.Schellenb.
- Jasminum nardydorum Breteler
- Jasminum neocaledonicum Schltr.
- Jasminum nepalense Spreng.
- Jasminum nervosum Lour.
- Jasminum newtonii Gilg & G.Schellenb.
- Jasminum niloticum Gilg
- Jasminum nintooides Rehder
- Jasminum nobile C.B.Clarke
- Jasminum noldeanum Knobl.
- Jasminum noumeense Schltr.
- Jasminum nudiflorum Lindl. – Winterjasmijn
- Jasminum nummulariifolium Baker
- Jasminum obtusifolium Baker
- Jasminum octocuspe Baker
- Jasminum officinale L. – Echte jasmijn
- Jasminum oliganthum Quisumb. & Merr.
- Jasminum oreophilum Kiew
- Jasminum papuasicum Lingelsh.
- Jasminum parceflorum Kai Zhang & D.X.Zhang
- Jasminum pauciflorum Benth.
- Jasminum paucinervium Ridl.
- Jasminum pedunculatum Gagnep.
- Jasminum pellucidum Airy Shaw
- Jasminum peninsulare Kiew
- Jasminum pentaneurum Hand.-Mazz.
- Jasminum pericallianthum Kobuski
- Jasminum perissanthum P.S.Green
- Jasminum pierreanum Gagnep.
- Jasminum pipolyi W.N.Takeuchi
- Jasminum polyanthum Franch.
- Jasminum populifolium Blume
- Jasminum prainii H.Lév.
- Jasminum preussii Engl. & Knobl.
- Jasminum promunturianum Däniker
- Jasminum pseudopinnatum Merr. & Rolfe
- Jasminum pteropodum H.Perrier
- Jasminum puberulum Baker
- Jasminum punctulatum Chiov.
- Jasminum quinatum Schinz
- Jasminum rambayense Kuntze
- Jasminum ranongense Kiew
- Jasminum rehderianum Kobuski
- Jasminum ritchiei C.B.Clarke
- Jasminum rufohirtum Gagnep.
- Jasminum rupestre Blume
- Jasminum sambac (L.) Aiton – Arabische jasmijn
- Jasminum sarawacense King & Gamble
- Jasminum scandens (Retz.) Vahl
- Jasminum schimperi Vatke
- Jasminum sessile A.C.Sm.
- Jasminum siamense Craib
- Jasminum simplicifolium G.Forst.
- Jasminum sinense Hemsl.
- Jasminum smilacifolium Griff. ex C.B.Clarke
- Jasminum spectabile Ridl.
- Jasminum steenisii Kiew
- Jasminum stellipilum Kerr
- Jasminum stenolobum Rolfe
- Jasminum streptopus E.Mey.
- Jasminum subglandulosum Kurz
- Jasminum syringifolium Wall. ex G.Don
- Jasminum tetraquetrum A.Gray
- Jasminum thomense Exell
- Jasminum tomentosum Knobl.
- Jasminum tortuosum Willd.
- Jasminum trichotomum B.Heyne ex Roth
- Jasminum tubiflorum Roxb.
- Jasminum turneri C.T.White
- Jasminum urophyllum Hemsl.
- Jasminum verdickii De Wild.
- Jasminum vidalii P.S.Green
- Jasminum vietnamense B.H.Quang & Joongku Lee
- Jasminum waitzianum Blume
- Jasminum wengeri C.E.C.Fisch.
- Jasminum wrayi King & Gamble
- Jasminum yuanjiangense P.Y.Pai
- Jasminum zippelianum Blume

## Hybride
- Jasminum ×stephanense É.Lemoine

... · 
Forsythia · 
Fraxinus (Es) · 
Jasminum (Jasmijn) · 
Ligustrum (Liguster) · 
Nyctanthes · 
Olea · 
Osmanthus · 
Picconia · 
Syringa · 
...